# Ludwig Buhl (Schriftsteller)
Ludwig Hermann Franz Buhl (* 20. Juni 1814 in Berlin; † 1882) war ein deutscher Schriftsteller, Junghegelianer, Übersetzer und Journalist. Er veröffentlichte auch unter dem Pseudonym M. O. Herni.

„Die Freien“. Zeichnung von Friedrich Engels. Von links nach rechts: Arnold Ruge, Ludwig Buhl, Karl Nauwerck, Bruno Bauer, Otto Wigand, Edgar Bauer, Eduard Meyen, zwei Unbekannte und Karl Friedrich Köppen als Leutnant ganz rechts am Tisch sitzend.

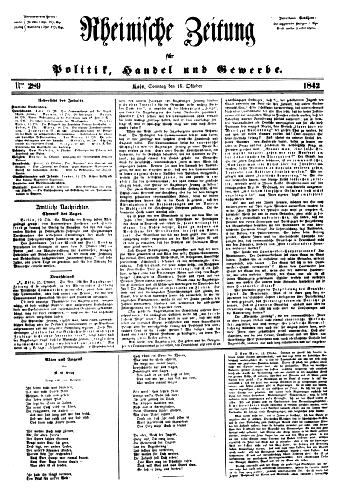
Rheinische Zeitung. Ludwig Buhl war 1841 auch als erster Redakteur der Zeitung vorgesehen.

## Leben
Ludwig Buhl stammt aus einer hugenottischen Familie und hieß ursprünglich „Boul“. Er promovierte 1837 an der Friedrich-Wilhelms-Universität in Berlin im Fach Philosophie bei Karl Michelet. Er war Mitglied des „Doktor-Clubs“ dem Karl Marx, Adolf Rutenberg, Bruno Bauer, Eduard Meyen u. a. angehörten. Als Schüler Hegels veröffentlichte er 1837 seine Schrift Hegel's Lehre vom Staat und seine Philosophie der Geschichte in ihren Hauptresultaten. Er war 1841 Mitarbeiter von Karl Riedels Berliner Zeitschrift Athenäum. Bei der Planung der Redaktion der „Rheinischen Zeitung“ Ende 1841 wurde Ludwig Buhl als einer der möglichen ersten Redakteure von Georg Jung in einem Schreiben an Arnold Ruge benannt. Buhl rezensierte 1842 Friedrich Engels’ anonym erschienene Schrift „Schelling, der Philosoph in Christo, oder die Verklärung der Weltweisheit zur Gottesweisheit“ in seiner Zeitschrift „Der Patriot“. Neben den Brüdern Edgar Bauer und Bruno Bauer wird Buhl immer als einer der Mitglieder des „Verein der Freien“ genannt, die eine Gruppierung der Junghegelianer waren.
In seiner Schrift Der Beruf der preußischen Presse setzt sich Buhl intensiv mit der preußischen Zensur und für Pressefreiheit ein. 1843 oder 1844 war er wegen Pressevergehens im Gefängnis.
Ludwig Buhl betätigte sich auch als Übersetzer aus dem Französischen. So von Étienne Pivert de Senancours Obermann und von Louis Blanc's Geschichte der Juli-Revolution. Am häufigsten aufgelegt und am umfangreichsten  war aber seine Übersetzung von Casanovas Memoiren. 1853 übersetzte Buhl Heinrich Heines „Les Dieux en exil“ („Die verbannten Götter“) ohne dessen Einverständnis.
Als am 25. Juni 1856 Max Stirner in Berlin verstirbt, begleiteten seine Freunde Bruno Bauer und Buhl ihn auf dem letzten Weg zum Sophienfriedhof. Buhl wird auch Erbe des literarischen Nachlasses von Stirner, der allerdings verloren ist.  Im Dezember 1860 schrieb Buhl aus Magdeburg an seinen Freund Edgar Bauer in London, der als dänischer Konfident dort tätig war, einem Gefangenen in der Magdeburger Zitadelle zu helfen.
1862 erscheint ein Band mit Gedichten als bisher letzte bekannte Veröffentlichung von Buhl.
Das genaue Sterbedatum von Ludwig Buhl ist bisher nicht bekannt.

## Werke (Auswahl)

### Selbstständige Schriften
- Hegel's Lehre vom Staat und seine Philosophie der Geschichte in ihren Hauptresultaten. Albert Förstner, Berlin 1837 Digitalisat
- Der Beruf der preußischen Presse. C. J. Kleemann, Berlin 1842 Digitalisat
- Die Verfassungsfrage in Preußen nach ihrem geschichtlichen Verlaufe. Verlag des Literarischen Comptoirs, Zürich und Winterthur 1842 Digitalisat
- Die Noth der Kirche und die christliche Sonntagsfeier: Ein Wort des Ernstes an die Frivolität der Zeit. Wilhelm Hermes, Berlin 1842 Digitalisat
- Die Bedeutung der Provinzialstände in Preußen. Wilhelm Hermes, Berlin 1842 Digitalisat
- Fragen der innern Politik und Verwaltung. Verlag des Literarischen Comptoirs, Zürich und Winterthur 1843 Digitalisat
- Die Herrschaft des Geburts- und Bodenprivilegiums in Preußen. Selbstverlag, Mannheim 1844 Digitalisat
- Etienne P. de Senancour: Obermann. Eingeführt von George Sand und Sainte-Beuve. Deutsch von Ludwig Buhl. 2 Bde. Otto Wigand, Leipzig 1844
- Louis Blanc's Geschichte der Juli-Revolution. Aus dem Französischen übersetzt von Ludwig Buhl und Ludwig Köppen. 5 Bde. Hermes, Berlin 1844 (nach der 6. Original-Ausgabe genau revidirte Auflage. Wilhelm Hermes, Berlin 1848) Ausgabe 1847 Band 1 Digitalisat
- Andeutungen über die Noth der arbeitenden Klassen und über die Aufgabe der Vereine zum Wohl derselben. Julius Springer, Berlin 1845 Digitalisat
- Die Gemeinde-Verfassung der östlichen Provinzen des preussischen Staates und der Rheinprovinz. Mayer, Leipzig 1846
- Der Erste Vereinigte Landtag, seine Stellung, Thätigkeit und Resultate. C. A. Schwetzke und sohn, Halle 1848 Digitalisat
- Geschichte des Preußischen Staats und Volks. Vom Tode Friedrichs des Großen bis zum Schluß des ersten Vereinigten Landtags. Fabricius & Schaefer, Magdeburg 1848
- Heinrich Heine: Die verbannten Götter. Aus dem Französischen. Nebst Mittheilungen über den kranken Dichter. Gustav Hempel, Berlin 1853 Digitalisat
- Am Strom der Zeiten. Oden. Bach, Berlin 1862

### Artikel
- Die Weltausstellung der Revolution. In: Athenäum. Berlin 1841, Nr. 30 und 31 vom 31. Juli und 7. August 1841 Digitalisat
- Schelling in Berlin. In: Telegraph für Deutschland. Nr. 187 und Nr. 188 November 1841[12]
- Über die Broschüre: Die not der Kirche und die christliche Sonntagsfeier. In: Rheinische Zeitung Nr. 68 vom 9. März 1842
- Das Programm der Adels-Renunion in Schlesien. In: Rheinische Zeitung Nr. 79 vom 16. März 1842
- Die Provinzialstände von ihrer provinziellen Seite. (Fragment aus einer über diesen Gegenstand nächstents erscheinenden Schrift von L. Buhl). In: Rheinische Zeitung Nr. 221 und 223 vom 9. und c11. August 1842
- Geist der Spernerschen Zeitung. Abdruck aus dem „Patrioten“ hersg. von L. Buhl. 2. Heft. In: Rheinische Zeitung Nr. 273 vom 30. September 1842
- Die publizistischen Leistungen der „Staatszeitung“. In Rheinische Zeitung Nr. 336 vom 2.  Dezember 1842
- Eine Eigenthums- und Rechtsfrage. In: Berliner Monatsschrift. 1844, S. 240–273.[13]

### Herausgeber
- Der Patriot. Inländische Fragen. Heft 1, Das alte Preußenthum. Die Volksschule als Staatsanstalt. Religiöse Caricaturen. Kleiner Krieg, Hermes, Berlin 1842
- Der Patriot. Inländische Fragen. Heft 2,  Was ist der christliche Staat? Die gesetzliche Stellung der Juden in Preußen. Kleiner Krieg, Hermes, Berlin 1842
- Der Patriot. Inländische Fragen. Heft 3,  Die provinzialständischen Ausschüsse. Privatunterricht, Privat- und Parochial-Schulen. Andeutungen über die Zweckmäßigkeit einer Ablösung der Grundsteuern in Preußen. Kleiner Krieg, Hermes, Berlin 1842
- Der Patriot. Inländische Fragen. Heft 4,  Das Berliner Armenwesen. Die Besoldungs- und Einkommens-Verhältnisse der Preuß. Post-Beamten. Ein Wort über Universitäten. Ueber den Preußischen Haupt-Finanz-Etat für 1841. Kleiner Krieg, Hermes, Berlin 1842
- Berliner Monatsschrift. Erstes und einziges Heft. Selbstverlag, Mannheim 1844 Digitalisat (Reprint Topos Verlag, Vaduz ISBN 3-289-00292-6)
- Giacomo Girolamo Casanova: Memoiren von  Jacob Casanova von Seingalt. Erste vollständige deutsche Ausgabe mit Anmerkungen von Ludwig Buhl. 18 Bde., Gustav Hempel, Berlin 1850–1851 Digitalisat
- Denkwürdigkeiten von Jakob Casanova von Seingalt, von ihm selbst geschrieben. Hrsg. von M. O. Herni. 12 Bde. Institut für Literatur und Kunst (J. E. E. Lembcke), Hamburg 1854–1856